# Love, Rosie
Love, Rosie (conocida en español como Tal vez es para siempre o Los imprevistos del amor) es un filme alemán-británico de 2014, dirigido por Christian Ditter, con un guion de Juliette Towhidi, basado en la novela Donde termina el arco iris (2004) de Cecelia Ahern. Es protagonizado por Lily Collins, Sam Claflin, Tamsin Egerton, Suki Waterhouse, Jaime Winstone y Lily Laight.

## Argumento
Rosie y Alex han sido mejores amigos durante casi tanto tiempo como pueden recordar. Después de mostrar su infancia, el filme salta a Rosie dando un discurso en lo que parece ser una boda, mientras está mirando a Alex, dando a entender que es la boda de él pero no la de ella. La acción cambia a 12 años antes, donde Rosie está molesta por haberse embriagado durante su cumpleaños 18, donde no recuerda nada. Alex la visita para hablar sobre los eventos de la noche anterior, en la cual los dos amigos se besaron, pero se detiene cuando Rosie le dice que desearía que nada hubiera pasado. Los dos van después a la playa a una fiesta, donde el chico más popular invita a Rosie al baile escolar, que ella rechaza diciendo que ella va a ir con Alex. Alex le dice que una chica guapa y fuera de su alcance llamada Bethany quiere ir al baile con él. Después de una pelea entre los dos, Bethany y Alex van al baile junto con Rosie y Greg. Tras bailar un rato, Bethany y Alex se besan apasionadamente. Rosie y Greg se van a una habitación, entonces tienen sexo pero debido a la inexperiencia de Greg, el condón se sale y se queda atascado en el interior de Rosie. Acto seguido llama a Alex que la lleva a un hospital, luego a su casa. 
Más tarde, Rosie recibe una carta diciéndole que ella ha sido aceptada en la Universidad de Boston para el curso de gestión hotelera que ella quiere hacer. Después de correr para decirle a Alex, ella escucha a él y Bethany teniendo relaciones sexuales y vomita en un bolso de mano. Ella se va sin ver a Alex, se va a una farmacia, diciendo que ella ha estado sintiendo náuseas últimamente. La mujer detrás del mostrador, Ruby, le da una prueba de embarazo que resulta ser positivo a pesar de tomar la píldora del día siguiente. Rosie decide no decirle a Alex después de que él le diga que él ha sido aceptado por la Universidad de Harvard, dado que no quería que se quedara por ella. Rosie le dice adiós a Alex en un aeropuerto mientras se dirige a su universidad, diciendo que se irá detrás de él. Rosie da a luz a una niña, al que llama Katie, y decide no darla en adopción a pesar de los planes anteriores. Rosie cría a Katie como madre soltera.
Unos meses después, Rosie con su hija, se encuentran con Bethany en la calle. Bethany le cuenta a Alex, que inmediatamente regresa a Inglaterra desde E.U.A. para visitar a Rosie. Rosie le cuenta todo y Alex se vuelve el padrino de Katie.
De vuelta en E.U.A., Alex conoce a una chica en un bar y pronto empiezan a vivir juntos. Cinco años después, Alex convence a Rosie para que lo visite, Rosie descubre que la novia de Alex es asombrosamente presumida, engreída y está embarazada. Los lleva a una exhibición de arte de un señor llamado Herb. Al decirle a Alex que ella los ve como una mala pareja, ellos se pelean y Alex la ofende fuertemente, Rosie regresa a Inglaterra.
Greg (quien anteriormente se había mudado a otro país cuando supo que Rosie estaba embarazada) visita a Rosie en su trabajo, después de haber recibido su carta y un dibujo de Katie. Después de discutir, Rosie decide que Greg puede conocer a Katie. Los tres se vuelven una familia. Tiempo después Alex recibe una invitación para la boda de Rosie con Greg. Rosie se casa con Greg pero nota la ausencia de Alex. Rosie se entera de que la novia de Alex lo había estado engañando y el bebé era de Herb, Alex está devastado pero se lo oculta a Rosie. Los padres de Rosie se van de viaje. Un día Rosie, en su trabajo, se encuentra a Bethany, que ahora es una modelo famosa, Rosie le dice que visite a Alex en Boston. Al poco tiempo Rosie recibe una llamada de su madre en la cual le dice que su padre ha fallecido. Al funeral asiste Alex y los dos se reconcilian. Greg también está presente pero borracho, es grosero con Alex y Rosie.
Luego de ver como Greg trata a Rosie en el funeral, Alex le deja una carta diciéndole que ella se merece un hombre que la ame, la respete y la apoye, vea en ella todo lo bueno que es ella, la impulse a seguir a adelante y que él la ama. Sin embargo Greg descubre la carta antes que Rosie la reciba, escondiéndola de ella. En el trabajo Ruby y Rosie revisan el sistema de reservas del hotel, se dan cuenta de que Greg reservó una suite matrimonial, asumen que es para celebrar su aniversario de casados, Rosie le habla a Greg, él le dice que va a estar todo el fin de semana ocupado con trabajo y le es imposible verla. Ruby y Rosie se dan cuenta de que le está siendo infiel, ella decide ir a confrontarlo al hotel, donde lo encuentra en el bar del hotel con otra mujer, le dice que su relación se ha acabado. Ya en su casa, Rosie se deshace de todas las cosas de Greg, cuando abre un cajón con llave descubre la carta de Alex, en la cual él le dice que la ama, inmediatamente ella trata de contactar a Alex, para decirle como se siente, le contesta por internet, descubre que quien le contestó era realmente Bethany, quién está a pronto de casarse con Alex. Por medio de una videollamada Bethany y Alex le dicen que quieren que ella sea la madrina de la boda.
Rosie asiste a la boda con Ruby, Katie y el amigo de esta, el cual iba a todos lados donde ella iba. En la boda luego del discurso de Rosie, Alex se da cuenta de que el amor que hay entre ellos es mutuo.
Finalmente, Rosie decide dejar su trabajo como limpiadora y crear su propio hotel, con ayuda de su mejor amiga. El día de la inauguración, aparece Alex, que pide una habitación. En ella, Alex le pregunta a Rosie que si quiere ir al baile con él, a lo que ella replica: «Más vale tarde que nunca». A continuación se besan, finalmente después de años de imprevistos para su amor, se quedan juntos.

## Reparto
- Lily Collins como Rosie Dunne.
  - Lara McDonnell como Rosie Dunne de 10 años
- Sam Claflin como Alex Stewart.
- Christian Cooke como Greg.
- Suki Waterhouse como Bethany.
- Jaime Winstone como Ruby.
- Tamsin Egerton como Sally.
- Jamie Beamish como Phil.
- Ger Ryan como Alice Dunne.
- Lorcan Cranitch como Dennis Dunne.